# Moe L'Abbé
Maurice Joseph L'Abbé (Montréal, 12 agosto 1947 – Frisco, 13 gennaio 2024) è stato un hockeista su ghiaccio canadese che nel corso della carriera giocò nel ruolo di centro.

## Carriera
In occasione dell'NHL Amateur Draft 1964 L'Abbé, allora giocatore dei Rosemount Midgets, fu scelto in ventiduesima posizione assoluta dai Chicago Black Hawks. Nelle quattro stagioni successive giocò a livello giovanile nella OHA con la maglia dei St. Catharines Black Hawks.
Nel 1968 L'Abbé diventò un giocatore professionista all'interno dell'organizzazione dei Black Hawks, in particolare con i Dallas Black Hawks, squadra della Central Hockey League per cui giocò in sette delle sue otto stagioni disputate. Fino al 1970 giocò anche nella EHL con i Greensboro Generals. Nella stagione 1971-72 militò in altre due leghe minori nordamericane, la IHL e per un breve periodo anche la WHL.
Dopo un breve ritiro, l'anno successivo fece ritorno nella CHL e finalmente nel gennaio del 1973 riuscì ad esordire nella National Hockey League con la maglia di Chicago: giocò cinque partite ottenendo un assist. Ritornato a Dallas conquistò nella stagione 1973-74 il titolo della CHL. L'Abbè si ritirò definitivamente al termine della stagione 1975-76.

## Palmarès

### Club
- Adams Cup: 1

Dallas: 1973-1974

### Individuale
- CHL First All-Star Team: 1

1972-1973
- EHL South All-Star First Team: 1

1969-1970